# Geneina
Geneina (a veces transcrito como Al-Junaynah o El Geneina; en árabe: الجنينة‎) es una ciudad de Sudán, situada al extremo oeste del país, capital del Estado de Darfur del Oeste.
En 2008 contaba con 252.744 habitantes. Actualmente, el control de la ciudad se encuentra en disputa entre las paramilitares Fuerzas de Apoyo Rápido (RSF) y las Fuerzas Armadas de Sudán, en el marco de la tercera guerra civil sudanesa.